# 徐清吉
徐清吉（1907年—1982年）生於佳里鎮。他與郭水潭、王登山曾經加入日本人多田利郎在1929年（昭和4年）創立的“南溟藝園”。是日治時期鹽分地帶文學作家群之中，相當重要的一位，也被後人列入北門七子。

## 生平事跡
昭和六年（1931年）加入「南溟藝園」，次年與吳新榮、郭水潭等人共組「佳里青風會」。
徐清吉與郭水潭交情不錯，是郭水潭高等科的同學。日治時期曾任職瘧疾防遏所。吳新榮在戰後發表的〈鹽分地帶的回顧〉一文，生動而具體地描述這位伙伴的性格與形象，說：「他（徐清吉）不過是個文學的愛好者，在鹽分地帶中並無什麼創作，但他在這裡卻是不可缺的一人。因為他有一種粘性或油性的性格；粘性是有吸收及團結的作用，油性是有圓滑及緩和的作用，這使他成為鹽分地帶公認的好人，而且最忠實的一人。」
除了加入「南溟藝園」、「佳里青風會」，徐清吉後來也成為「台灣文藝聯盟佳里支部」的創會會員。該組識在昭和十年（1925年）成立，是台灣文藝聯盟的分支。幾位支部成員積極創作，分別在當時的文藝刊物《台灣文藝》、《台灣新文學》、《台灣文學》、《文藝台灣》等，以及各日刊報紙上發表作品。徐清吉當時的創作情況，目前可見到的是伙伴林芳年的說法，說：「徐清吉偶也會參加發表作品，嗣後他的興趣因轉移於俚諺收集工作，成為該方面的專家」。
徐清吉在日治時期的文學活動參與方面，除了加入「南溟藝園」、「佳里青風會」、「台灣文藝聯盟佳里支部」並積極參與這些社團的活動以外，他在1936年12月28日曾與郭水潭、吳新榮等人，到台南鐵路飯店會見來台訪問的中國作家郁達夫，並且與眾人討論文學問題。次年的6月16日，徐清吉與鹽分地帶同人郭水潭、林芳年、黃炭、陳培初、莊鬧得等人召開歡迎會，接待來訪的陳紹馨；9月20日，他則與郭水潭、林芳年、陳培初、黃炭、鄭國津、自尺、謝得宜等人召開歡迎宴，接待來訪的日籍詩人黑木謳子，並且討論文藝。
徐清吉於戰後就停止詩文創作，全力投入鄉土俚諺、歌謠的蒐集、整理與研究。

## 主要作品
- 「徐清吉也是台灣文藝聯盟佳里支部重要成員，戰前以詩的創作為主，詩作約300首，間有隨筆發表，作品有〈魔掌〉、〈流浪者〉、〈鄉愁〉等，作品富於社會寫實，向異族抗議的精神。」[1]

## 作品的刊登與出版
- 徐清吉/中譯，高文瑞/著，〈蕭壠鄉土誌〉，民國43年9月的《南瀛文獻》，頁61~63。
- 吳新榮、徐清吉、林永梁等人/著，〈南部農村俚諺集〉1~3，分別刊載在民國44年6月、民國44年12月與民國45年6月的《南瀛文獻》。
- 徐清吉/著，〈台灣俗諺新註〉1~3，分別刊載在民國57年8月、民國58年6月與民國58年12月的《台灣風物》。
- 徐清吉的日文新詩〈煙囟〉、〈氣焰〉、〈流浪者〉，戰後由台灣詩人陳千武翻譯成中文，之後被收錄在陳明台主編的《陳千武譯詩選集》裡。[5]

## 相關研究與介紹
- 博碩士論文：
  - 莊曉明，《日治時期鹽分地帶詩人群和風車詩社詩風之比較研究》，國立台北教育大學台灣文化研究所，2008年碩士論文。
  - 蔡惠甄，《鹽窩裡的靈魂—北門七子文學研究》，私立佛光大學文學系，2008年碩士論文。
  - 王秀珠，《日治時期鹽分地帶詩作析論—以吳新榮、郭水潭、王登山為主》，國立高雄師範大學國文教學碩士班，2004年碩士論文。

## 相關詞條
- 鹽分地帶、南溟藝園、佳里青風會、台灣文藝聯盟佳里支部、吳新榮、郭水潭、莊培初、王登山、林芳年。